# Financiamento de Contencioso por Terceiros
Financiamento de Litígios por Terceiros (Third-Party Litigation Funding, ou TPLF), é uma forma de financiamento legal onde uma parte externa fornece recursos financeiros para uma parte litigante, como uma associação de consumidores ou um indivíduo, para cobrir os custos de um processo judicial em troca de uma porção do montante recebido em caso de vitória ou acordo. Este modelo de financiamento tem ganhado popularidade como uma ferramenta para permitir que litígios importantes sejam realizados, especialmente quando os requerentes não têm recursos suficientes para arcar com os custos legais.

## Utilização por associações de consumidores
Em toda a União Europeia, associações de consumidores como a Citizen's Voice e a Ius Omnibus utilizam o TPLF para financiar ações coletivas e defender os direitos dos consumidores em casos de grande relevância. Essas associações escolhem essa forma de financiamento para assegurar a independência e a capacidade de lutar contra grandes corporações sem comprometer seus recursos financeiros.

## Caso notável
Um exemplo notável da aplicação de TPLF é a ação coletiva movida contra a Apple por práticas anticompetitivas, liderada por Fabrizio Esposito, Professor Auxiliar de Direito Privado na NOVA School of Law. Esposito e a equipe legal utilizaram recursos de TPLF para suportar o litígio, evidenciando o impacto significativo que tal financiamento pode ter na facilitação de ações judiciais que talvez não fossem possíveis de outra forma.

## Importância
Este capítulo discute a relevância do financiamento de litígios por terceiros (TPL) no cenário das ações populares e da aplicação privada (private enforcement) para a defesa dos direitos dos consumidores. O ponto de partida é a análise do contexto da União Europeia e das reformas legislativas em curso, contextualizando a importância do tema.

### Ações populares: uma breve história
As ações populares, com raízes na actio popularis do direito romano, representam um mecanismo crucial para a defesa dos direitos dos consumidores. A Diretiva da UE sobre ações coletivas, embora necessária, apresenta limitações que exigem aprimoramento. No caso de Portugal, o modelo de opt-out versus opt-in para ações populares gera debates e requer atenção.

### Financiamento de Litígios por Terceiros: facilitando o acesso à justiça
O financiamento de litígios por terceiros surge como uma ferramenta poderosa para garantir o acesso à justiça aos consumidores. Ao assumir os custos dos processos, o TPL permite que os consumidores busquem seus direitos sem entraves financeiros, democratizando o acesso ao sistema judicial.

### A aplicação privada como pilar da defesa do consumidor
A aplicação privada, que faculta aos consumidores a defesa direta de seus direitos, é um pilar fundamental para a proteção do consumidor. Essa ferramenta contribui para a justiça social e a ordem pública, assegurando que as empresas operem de acordo com a lei.

### A sinergia entre ações populares, TPL e aplicação privada
A combinação de ações populares, financiamento de litígios por terceiros e aplicação privada configura-se como essencial para a defesa dos direitos dos consumidores. Essa tríade garante o acesso à justiça, a proteção dos direitos e a promoção da justiça social.

### Considerações finais
O financiamento de litígios por terceiros demonstra-se como uma ferramenta crucial para o fortalecimento das ações populares e da aplicação privada na defesa dos direitos dos consumidores. Ao viabilizar o acesso à justiça, o TPL contribui para a construção de uma sociedade mais justa e com relações de consumo mais equilibradas.

## Leituras adicionais
- SANTOS, Vinícius Eduardo Pereira dos. Financiamento de Litígios por Terceiros - Third-Party Funding como Incentivo ao Acesso à Justiça - Terceirização do Custeio e Investimento em Processos. Curitiba: Juruá, 2022.
- «European Consumer Organisation (BEUC)». BEUC. Consultado em 2 de maio de 2024

- «Insights on Third-Party Litigation Funding». Arnold & Porter. Janeiro de 2023. Consultado em 2 de maio de 2024

- «Third-Party Litigation Funding: An Overview». LexisNexis UK. Consultado em 2 de maio de 2024

- «Third-Party Funding in Litigation». International Federation of Consumer Jurists. Consultado em 2 de maio de 2024